# George Rooke
Pour les articles homonymes, voir Rooke.
George Rooke, né en 1650 à Canterbury et mort le 24 janvier 1709, est un officier de marine anglais des XVIIe et XVIIIe siècles. Admiral of the Fleet, il est célèbre pour sa victoire remportée sur la flotte française lors de la bataille de Vigo et pour la prise de Gibraltar en 1704 dont il deviendra le second gouverneur militaire.

## Biographie

### Origines et jeunesse
Rooke naît à Saint Lawrence, près de Canterbury en 1650.

### Carrière dans la Royal Navy
Engagé volontaire dans la Royal Navy en 1672, il combat pendant la Troisième guerre anglo-néerlandaise et devient post-captain en 1673. Il est nommé rear admiral en 1690, et participa à la bataille du cap Béveziers la 10 juillet de la même année. En mai 1692, il sert sous les ordres d’Edward Russell, s'illustrant à la bataille de Barfleur (où il parvint, au cours d'une attaque de nuit, à incendier six vaisseaux français) et à la bataille de la Hougue. Ces faits d'armes lui valurent l'anoblissement et une récompense de 1 000 livres. En 1693, il est chargé d'assurer la protection du convoi de Smyrne, que l'amiral de Tourville avait dispersé après la bataille de Lagos.
En 1696, il est nommé admiral of the Fleet. Il sert dans la Manche et en Méditerranée jusqu'à la paix de Ryswick (1697). Il commande l'escadre anglo-néerlandaise qui attaque Copenhague en compagnie de la flotte suédoise sous les ordres de l'Admiral General Hans Wachtmeister en 1700, facilitant le débarquement du roi de Suède Charles XII et de son armée au Danemark au commencement de la grande guerre du Nord.
Lorsque la guerre de Succession d'Espagne éclate en 1702, il commande la malheureuse expédition contre Cadix, mais au retour il capture la flotte des Indes lors de la bataille navale de Vigo, ce qui lui vaut de recevoir les remerciements du Parlement. Enfin il participe avec Cloudesley Shovell au siège de Gibraltar le 21 juillet 1704, obtenant le titre de Gouverneur de Gibraltar du 24 juillet au 4 août. Le 13 août 1704, il se lance à nouveau à l'attaque d'un convoi français (bataille navale de Vélez-Málaga), sans toutefois parvenir à l'emporter. Mécontent de l'issue de ses combats, il demande et obtient sa mise à la retraite pour raisons de santé en février 1705.
Il se retire dans sa propriété à Saint Lawrence, près de Canterbury, où il meurt le 24 janvier 1709, à l'âge de 59 ans.
Une statue est érigée en l'honneur de George Rooke à Gibraltar en 2004, à l'occasion du tricentenaire de la capture de la ville par les Anglais.